# Karl Philipp zu Schwarzenberg
Karl Philipp zu Schwarzenberg herceg (Karl Philipp Fürst zu Schwarzenberg) (Bécs, 1771. április 15. – Lipcse, 1820. október 15.) a Schwarzenberg-házból való osztrák herceg, császári-királyi tábornagy (k. k. Feldmarschall), a népek csatájában a Napóleon elleni koalíciós haderő főparancsnoka, Napóleon egyik legyőzője.

## Élete

### Származása, ifjúkora
Szüleinek legidősebb fiaként született. Édesapja Johann Nepomuk Anton zu Schwarzenberg herceg, édesanyja Marie Eleonore von Oettingen-Wallerstein grófnő, fivére Schwarzenberg Ernő későbbi győri püspök. Szerteágazó nemesi nemzetségből származott, annak Dél-Csehországban gyökerező ágából, amely már 1688-ban elnyerte a hercegi (Fürst) címet.
Karl Philipp volt a címet öröklő leszármazott (Majoratsherr) az úgynevezett secundogenitur, a másodszülötti örökösödés vonalán, és ősapja lett a család worliki ágának. Gondos neveltetésben és magas színvonalú oktatásban részesült, magántanárok oktatták (Joseph von Hasslinger, Vseteczka professzor és Johann Mayer professzor).
Katonai pályafutását tizenhat éves korában kezdte el, amikor alhadnagyként belépett a Braunschweig-Wolfenbüttel gyalogezredbe.

### Katonai pályájának kezdete, törökellenes háborúk
Rövid időn belül Lacy tábornagy (1725–1801), majd Joseph Kinsky lovassági tábornok és Laudon tábornagy (1716–1790) törzséhez került, és velük részt vett a törökök elleni 1787-es hadjáratban. Már itt többször bebizonyította bátorságát, barátjával, Józef Antoni Poniatowski herceggel együtt. Ebben az időben baráti köréhez tartoztak ott még Franz Joseph von Dietrichstein herceg (1767–1854), és az ifjabb de Ligne herceg. A délvidéki Szabács várának elfoglalását eredményező 1788-as ostrom rohamaiban is kitüntette magát. Századossá léptették elő.
1788-ban belépett a császári lovassághoz. 1789-ben, 18 évesen, Lacy és Laudon tábornagyok parancsnoksága alatt részt vett az úgynevezett „török háborúban”.
Karl Philipp zu Schwarzenberg herceget ebben az időben mutatták be II. József császárnak (1741–1790), aki 1789-ben beosztotta őt Laudon tábornagy főhadiszállásához. Belgrád 1789-es ostromakor betegséget kapott, ekkor csehországi családi birtokaira utazott lábadozásra. Őrnaggyá léptették elő, és a császári lovastestőrség (Erste Arcieren-Leibgarde) őrsparancsnokaként 1790. szeptember 30-án részt vett II. Lipót császár (1747–1792) koronázásán Frankfurtban. Ezután visszatért Bécsbe, és ismét katonai tanulmányainak szentelte magát.

### A francia forradalmi hadsereg elleni háborúk
1791 végén a híres Latour vallon dragonyos ezredhez (Dragonerregiment) vezényelték, mely később 14. számot kapta. Ezredével kitüntette magát a Philippsburg és Estreuf környéki harcokban. 1792-ben őrnaggyá léptették elő. A forradalmi Franciaország elleni 1793-as hadjáratban Frigyes Józsiás coburg-saalfeldi herceg, tábornagy (1737–1815) parancsnoksága alatt álló hadsereg előőrsében harcolt.
1793-ban Karl Philipp zu Schwarzenberg herceget, immár alezredesként, a Blank ulánus önkéntes hadtesthez (Freikorps) vezényelték, amely Galiciában állomásozott. Egy felderítés során leesett lováról, súlyosan megsérült. E sérülés maradó egészségkárosodást okozott, és megnehezítette későbbi életét.
1793 márciusában a coburg-saalfeldi herceg hadseregének előőrséével Hollandiában, Neerwinden-nél harcolt. Támogatásával május 1-jén sikeres rohammal bevették az ellenség onnaing-i védőállásait (Észak-Franciaországban). Csapatával számos rajtaütést hajtott végre.
1794 elején II. Ferenc császár (1768–1835) ezredessé léptette elő, és kinevezte a Wallis vértes lovasezred (Kürassier) parancsnokának. A Wallis ezred ebben az időben Bécsben állomásozott. Kérésére áthelyezték a Zeschwitz vértes lovasezredhez, amely a hollandiai fronton szolgált. Ezzel az ezreddel a pikárdiai Prémont-nál kitüntette magát.
1794-ben Le Cateau-Cambrésis-nél a Wallis vértesek élén nagy erejű rohamot vezetett Chapuy tábornok 30 000 katonája ellen, akik a yorki herceg által vezetett jobbszárnyat szorongatták. Schwarzenberg ezredes a Karl von Ott altábornagytól kapott parancs szerint vértes lovasezredével és 12 brit nehézlovassági svadronnal megrohamozta a francia hadtest állásait. Az egyik lovasszázad parancsnoka, Mecséry százados előzőleg felderítette a terepet, és a császári lovasságot a franciák közvetlen közelébe vezette. A 2000 francia könnyűlovas meghátrált a vértesek támadása elől, és visszavonult. Utána Schwarzenberg szétvert több francia támadó négyszöget. Áttörték egy egész francia hadtest vonalát, 3000 ellenséges katonát megöltek és 32 ágyút zsákmányoltak. Chapuy francia tábornok hadteste megfutamodott, ő maga fogságba esett. II. Ferenc császár, aki maga is jelen volt a harctéren, személyesen tüntette ki Schwarzenberg ezredest a Katonai Mária Terézia-rend (MMThO) lovagkeresztjével.
1795 teléig családjánál maradt, majd visszatért ezredéhez, harcolt a Majna mentén, Heidelberg an der Pfriem mellett és a Frankenthalban. A következő hadjáratokban harcolt a Nidda mentén, részt vett az ambergi és a würzburgi csatákban. A Limburgnál vívott harcok után 1796-ban vezérőrnaggyá léptették elő. Különböző hadjáratokban vett részt, könnyűlovas rajtaütéseket vezetett a Felső-Rajnánál a császári főherceg parancsnoksága alatt. Friedrich von Hotze tábornagy haderejében részt vett Kehl ostromában, majd az itáliai hadjáratban is.
1799. január 28-án feleségül vette Maria Anna von Hohenfeld grófnőt (1767–1848), az elhunyt galántai Esterházy Antal herceg (1738–1794) özvegyét. Három fiuk született, Friedrich Karl (1799/1800–1870), ifj. Karl Philipp (1802–1858) és Edmund (1803–1873).
1799-ben, amikor ismét kitört a háború, Karl Philipp zu Schwarzenberg a németországi haderő előhadait vezette, harcolt Osterachnál, Stockachnál, bevette Donaueschingent és a Rajna mentén védelmezte a Birodalom határát. Rövid ideig Svájcban harcolt, majd Heilbronnból verte ki Baraguay d’Hilliers francia tábornok csapatait, és bevette a frankföldi Seinsheimet. Különösen kitüntette magát a Mannheim elleni rohamnál. 1799-ben altábornaggyá (Feldmarschallleutnant) léptették elő. Később betegsége miatt hazatért feleségéhez, aki felgyógyulásáig ápolta.

### A Napóleon elleni első, vesztes háborúk
A marengói csatavesztés (1800. június 14.) után, az ugyancsak elvesztett hohenlindeni csatában (1800. december 3.) Schwarzenberg hadosztályaival áttört és rendezetten vonult vissza. Határozottságával megmentette a császáriak jobbszárnyát a felmorzsolástól. Károly főherceg, Teschen hercege (1771–1847) főhadparancsnok, a császár öccse rábízta az utóvéd irányítását, amit Schwarzenberg sikeresen végrehajtott. Károly főherceg ezután javasolta bátyjának, II. Ferenc császárnak, hogy nevezze ki Schwarzenberget a 2. ulánus ezred tulajdonosának, amelynek korábban már parancsnoka volt, és amely Móric liechtensteini herceg parancsnoksága alatt kiemelkedő haditetteket hajtott végre. A császár beleegyezett, az ulánus ezred az első világháború végéig viselte Schwarzenberg nevét.
A háború befejeződése után a II. Ferenc német-római császár (1804-től I. Ferenc néven osztrák császár) Schwarzenberget diplomáciai feladatokkal bízta meg. I. Sándor orosz cár udvarába küldték, itt sikerült szívélyes viszonyt kialakítania a cárral. A lunéville-i békeszerződés (1801. február 9.) megkötése után (ahol Ausztria lemondani kényszerült minden itáliai igényéről) Schwarzenberg visszatért csehországi birtokaira.
Az 1805-ben kitört háborúban Schwarzenberg az Inn-négyszögben (Innviertel) összevont csapatok parancsnoka lett. 1805 márciusában az Udvari Haditanács (Hofkriegsrat) alelnökévé nevezték ki. A franciák elleni németországi hadjáratban egy hadtestet vezényelt, Mack altábornagy (1752–1828) parancsnoksága alatt. E hadjárat egyetlen sikeres eseménye Schwarzenberg Jungingen melletti győzelme, a Mack-vértesek élén, amely meghozta neki a Katonai Mária Terézia-rend (MMThO) parancsnoki keresztjével való kitüntetést. Októberben Mack altábornagy, Schwarzenberg tanácsa ellenére Ulmban maradt. Murat francia marsall bekerítette a várost, és Mackot hadseregével együtt megadásra kényszerítette és fogságba ejtette. A 3. hadosztály parancsnokának, Ferdinánd Károly főhercegnek, vele Schwarzenberg lovasságának sikerült 1800 lovassal áttörni Murat vonalain Csehország felé. Csapatukkal 350 kilométert tettek meg, 8 nap alatt. A kimerültségtől Schwarzenberg megbetegedett, felgyógyulása után I. Ferenc osztrák császárt és I. Sándor orosz cárt kísérte Morvaországba. A két szövetséges uralkodó, Schwarzenberg tanácsa ellenére úgy döntött, Napóleon császár ellen csatát állnak Austerlitz-nél (ma: Slavkov u Brna, Csehország). A „három császár csatája” (1805. december 2-án) a Napóleon elleni harmadik koalíció katasztrofális vereségét, a háború kudarcát hozta.
Ausztriának 1805. december 26-án alá kellett írnia a pozsonyi békeszerződést, amelyben I. Ferenc osztrák császár elismerte I. Napóleont francia császárnak. A szerződést Napóleon császár néhány nap múlva Schönbrunnban ratifikálta. Ausztriának területi engedményeket is kellett tennie a Bajor Királyság, Baden, a Württembergi Királyság és a Napóleon által kreált Itáliai Királyság javára.
1808-ban, amikor újabb francia háború veszélye merült fel, I. Ferenc császár Schwarzenberget különleges megbízottjaként Szentpétervárra küldte, ahol szívélyes fogadtatásban részesítették. Ebben az évben Ferenc császár kitüntette őt az Aranygyapjas renddel. Hamarosan hazatért, és részt vett a vesztes wagrami csatában (1809. június 5-6). Károly főherceg főhadparancsnok nem tudta kiaknázni a két héttel korábbi, május 21-22-i asperni győzelmét. A csatavesztés miatt a császár felmentette főparancsnoki tisztségéből Károlyt. Az utóvédet vezető Schwarzenberget lovassági tábornokká léptették elő. Ausztriának 1809.október 14-én meg kellett kötnie a schönbrunni békeszerződést.

### Napóleon szövetségében
1809-ben Schwarzenberget kinevezték az Osztrák Császárság párizsi nagykövetekének. Tárgyalt Ferenc császár leányának, Mária Lujza főhercegnőnek (1791–1847) és Napóleon császárnak eljegyzéséről. Az esküvőt 1810. július 1-jén a Louvre kápolnájában tartották, utána Schwarzenberg nagykövet fogadást adott az új császárné tiszteletére, amely katasztrófába torkollott. A teremben tűz tört ki, amelyben Schwarzenberg sógornője, bátyjának felesége is életét vesztette.
Mivel Schwarzenberg katonai képességei kivívták Napóleon császár elismerését is, 1812-ben nem irigylendő feladatot kapott: parancsnoka lett annak az osztrák expedíciós hadtestnek, amely Napóleon hadseregében, a Grande Armée-ban az Orosz Birodalom ellen vonult. E hadjáratban, nyilván nem szívesen, korábbi szövetségese ellen kellett harcolnia. A hadtest 1812 júniusában indult el Lublinból. Később Schwarzenberg megkapta a 7. szász hadtest parancsnokságát is. Augusztus 8-án megtámadta az Alexander Tormaszov lovassági tábornok (1752–1819) parancsnoksága alatt álló orosz erőket, és sikerrel tartóztatta fel Pavel Csicsagov admirális (1767–1849) háromszoros túlerőben lévő hadseregét. Schwarzenberg ügyes manővereivel kisebb sikereket ért el anélkül, hogy nagyobb ütközetbe bonyolódott volna. Napóleon császár berezinai veresége után Schwarzenberg Pultuskba húzódott vissza, itt a lengyel csapatokat szervezte régi barátjával, Poniatowski herceggel együtt. Krakkóba visszatérve átadta a parancsnokságot Frimont lovassági tábornoknak, és visszatért párizsi nagyköveti posztjára. A hadjárat során Napóleon javaslatára Ferenc császár Schwarzenberget tábornaggyá (Feldmarschall) nevezte ki.

### Napóleon legyőzése

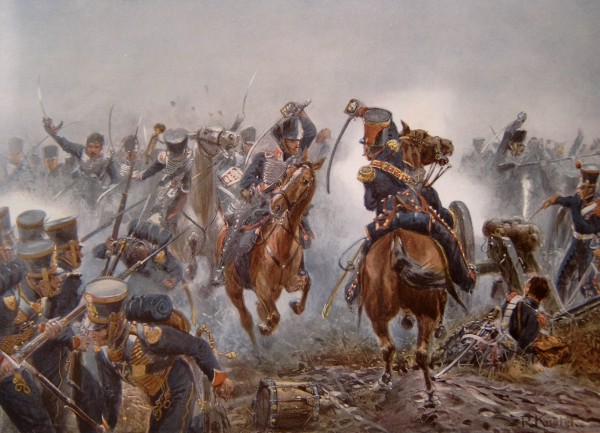
Huszárok a lipcsei csatában

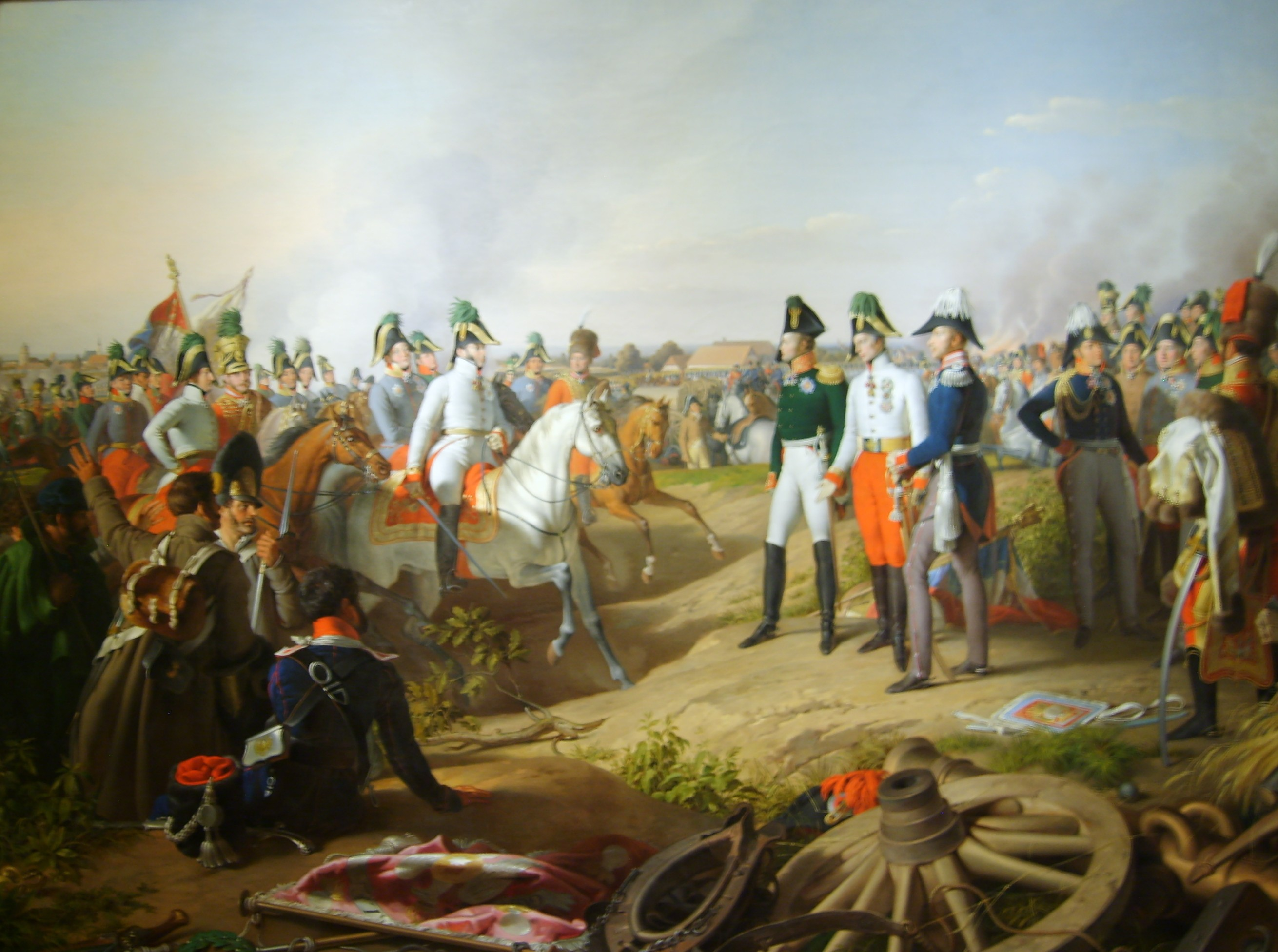
Schwarzenberg jelentést tesz a lipcsei győzelemről Sándor cár, Ferenc császár és Frigyes Vilmos porosz király előtt

1813-ban, miután Napóleont nem tudta lebeszélni háborús terveiről, Schwarzenberg visszatért Bécsbe. Augusztus 5-én Ferenc császár – a Károly főherceg visszatérését támogató Habsburg családi lobby (Hofpartei) ellenében – Schwarzenberget nevezte ki a Csehországban felállított új császári hadsereg főparancsnokává. Vezérkari főnökévé Radetzky gróf tábornagyot nevezte ki. A hadjárat tervét Trachenberg porosz városban, (ma: Żmigród, Lengyelország) dolgozták ki. Schwarzenberg 237 000 embere Csehországban állt, Blücher porosz tábornagy (1742-1819) a Katzbach pataknál állt 95 000 emberrel, a Bernadotte marsall, Svédország koronahercege 150 000 katonájával a Havel és a Spree folyóknál állt. Schwarzenberg főhadiszállásán három uralkodó tartózkodott, és korlátozták döntési szabadságát. Diplomáciai érzéke révén sikerült keresztülvinnie a szükséges intézkedéseket. Blücher győzelmei Grossbeerennél, a Katzbach mellett, és Dennewitznél (Brandenburgban) meggyengítették Napóleon erőit.
A Lipcse mellett lezajlott népek csatája (1813. október 16-19-ig) Schwarzenberg erőfeszítéseit igazolta. A csata második napján, a kritikus pillanatban Schwarzenberg személyesen vezette a császári lovasságot Murat marsall lovassága ellen. Október 19-én Schwarzenberg herceg nyomában a három szövetséges uralkodó bevonult Lipcsébe. Ferenc császár a Mária Terézia-rend nagykeresztjével tüntette ki. I. Sándor orosz cár és III. Frigyes Vilmos porosz király (1770–1840) is a legmagasabb kitüntetéseket adományozták a főparancsnoknak.
A legyőzött francia hadsereg a Rajna felé vonult vissza, és Hanaunál még utoljára megütközött a Wrede bajor tábornagy parancsnoksága alatt álló szövetséges bajorokkal és osztrákokkal. Schwarzenberg és Radetzky következetesen továbbvitték a haditervet, és azonnal benyomultak Franciaországba. Kelet-Franciaországot elfoglalták, még mielőtt Napóleon 4 új hadsereget kiállíthatott volna Torinóban, Bordeaux-ban, Metzben és Utrechtben. 1814. február 1-jén Napóleon csatát vesztett Brienne-nél. Ezután Blücher ellen már csak kisebb sikereket tudott elérni, és nem tudta megakadályozni a szövetségesek bevonulását Párizsba, március 31-én. Napóleonnak le kellett mondania. Schwarzenberg herceg minden szövetséges uralkodótól magas kitüntetéseket kapott, Ferenc császár kinevezte őt az Udvari Haditanács (Hofkriegsrath) elnökévé. Május 5-én lemondott a főparancsnoki tisztségről, és visszavonult csehországi birtokaira.
Amikor Napóleon visszatért Elba szigetéről, Karl Philipp zu Schwarzenberget ismét megbízták a főparancsnoki tisztséggel. A hadsereg Heilbronn mellett gyülekezett, Napóleont azonban a waterlooi csatában, 1815. június 18-án, osztrák közreműködés nélkül győzték le az Egyesült Királyság, az Orosz Birodalom és Poroszország egyesített hadseregei, Wellington herceg és Blücher tábornagy vezetésével. Schwarzenberg július 17-én másodszor is bevonult Párizsba.

### Visszavonulása, halála

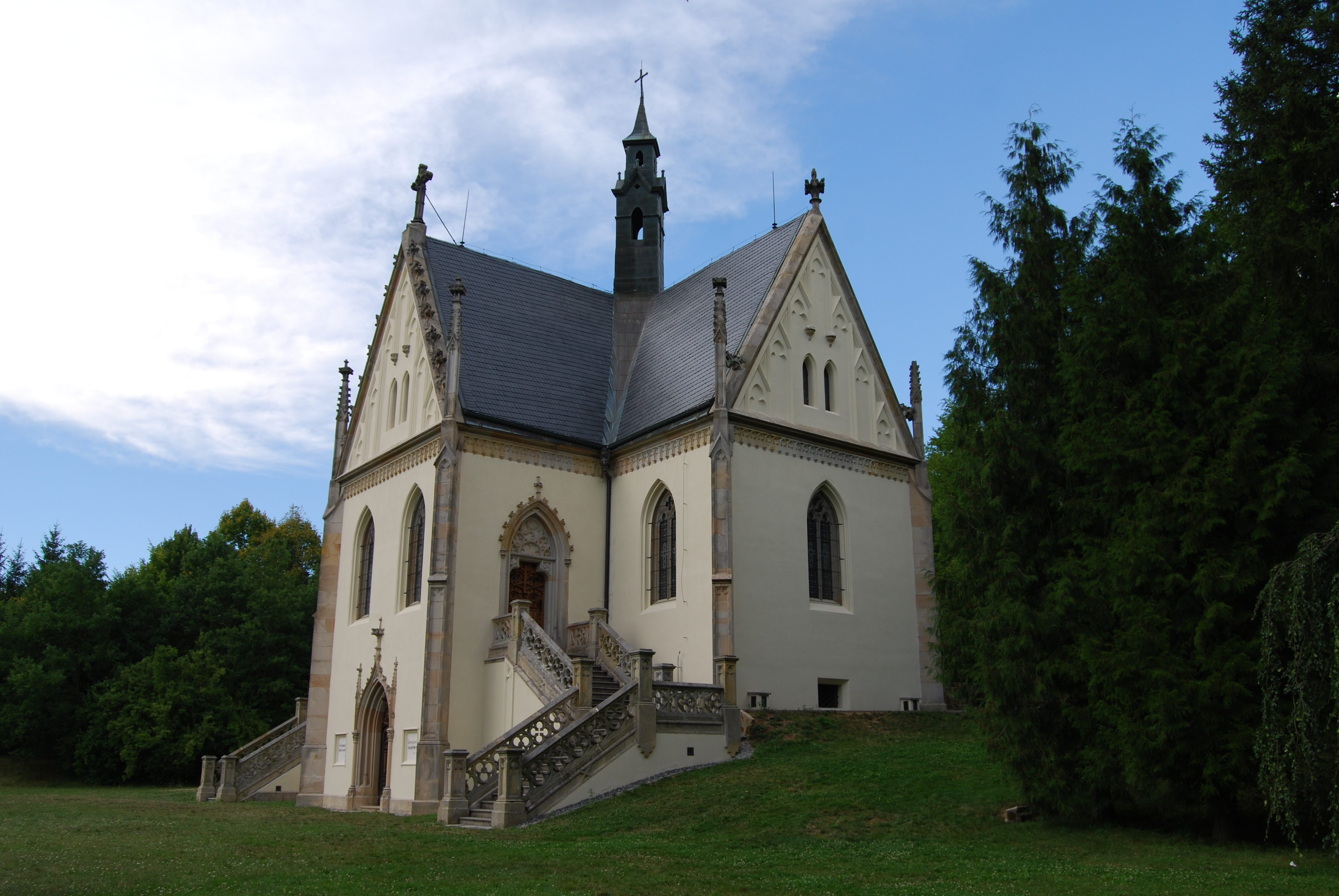
Nyughelye, a worliki családi sírkápolna

Párizsból néhány hónap után 1815-ben hazatért Csehországba. A család worliki kastélyában (ma: Orlik) I. Sándor cár is meglátogatta őt. Hamarosan elveszítette szeretett nővérét, Carolinát. E veszteség nagyon megviselte, belebetegedett, 1817. január 13-án agyvérzést kapott. Karlsbadban gyógykezelték, de bénulások és további agyvérzések sújtották. 1820 áprilisában Lipcsébe utazott, legnagyobb hőstettének, a népek csatájának helyszínére. Utolsó hónapjait I. (Igazságos) Frigyes Ágost szász király vendégeként töltötte. Itt hunyt el 1820. október 15-én.
Holttestét a szász királyi hadsereg egységei kísérték a határig, ahol az osztrák császári hadsereg egységei átvették és Wittingauba (ma: Třeboň) vitték. A worliki kastély családi kriptájában helyezték végső nyugalomra. I. Ferenc osztrák császár háromnapos állami gyászt rendelt az elhunyt hős tiszteletére.
I. Napóleon francia császár nagyra becsülte Schwarzenberg hadvezéri képességeit. Az ő kívánságára a herceg lett a parancsnoka annak az osztrák kisegítő hadtestnek, amely részt vett az Oroszország elleni 1812-es hadjáratban. E részvételnek inkább erkölcsi, mint katonai jelentősége volt.

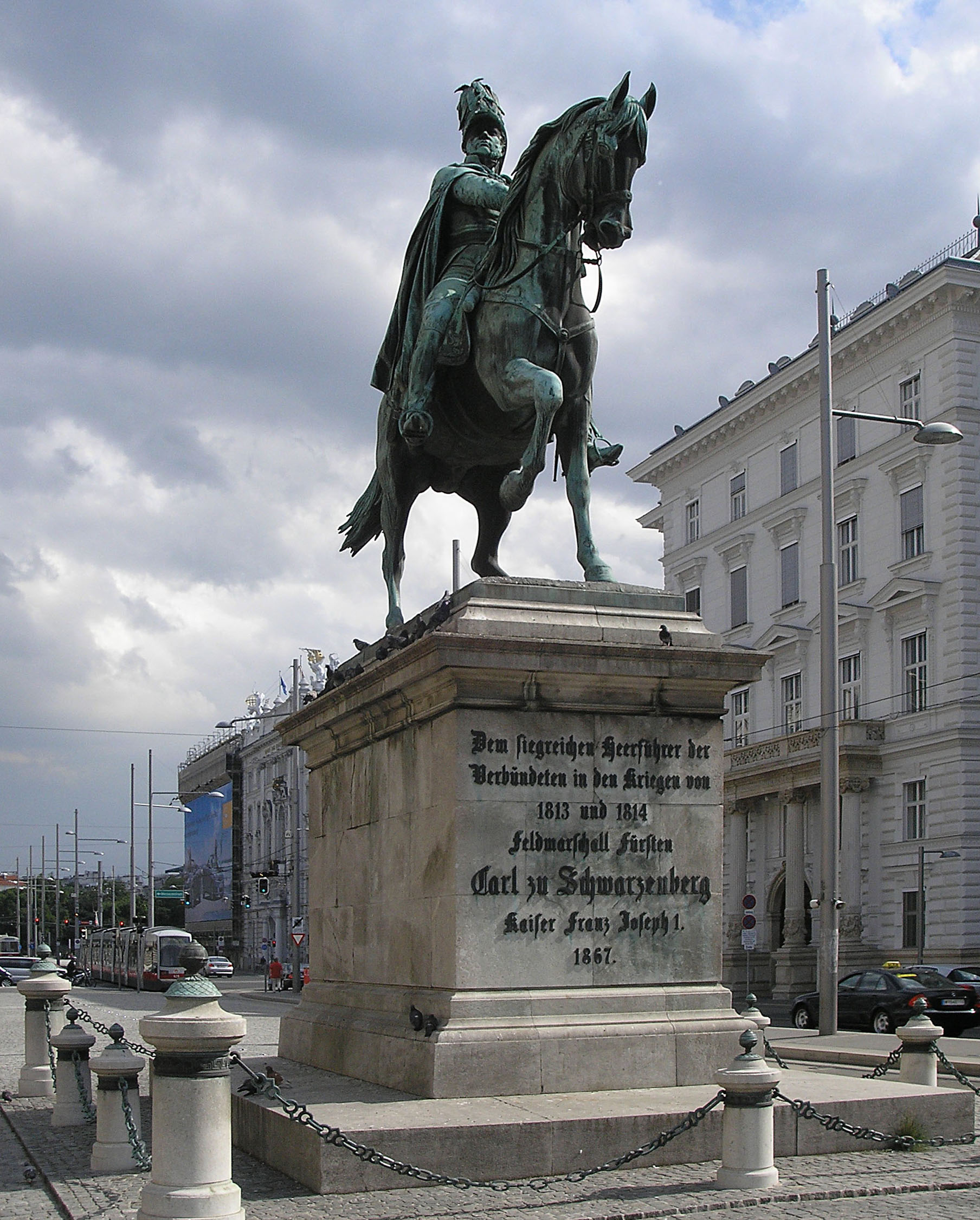
Schwarzenberg herceg lovasszobra a bécsi Schwarzenbergplatzon

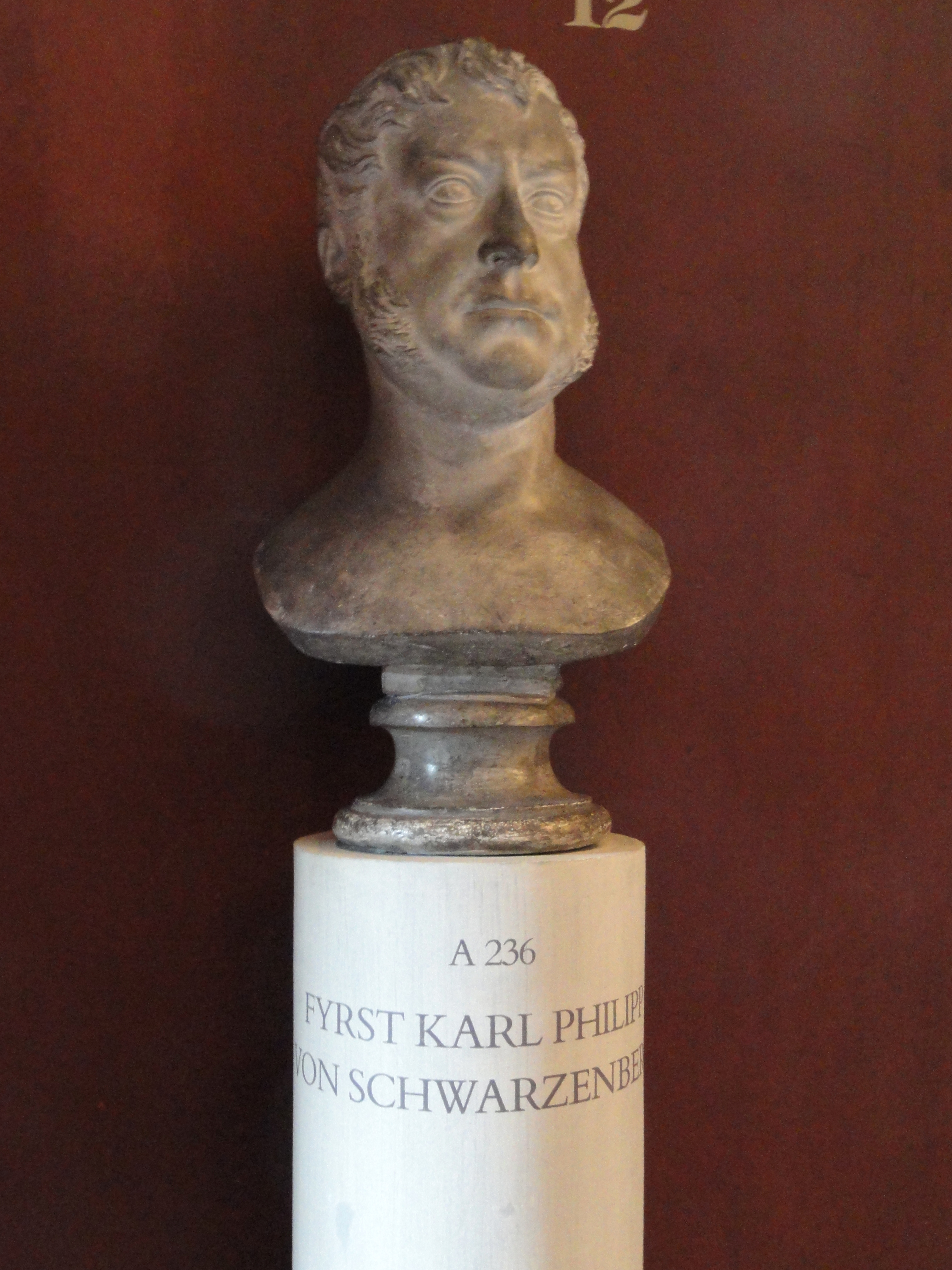
Schwarzenberg mellszobra (Thorvaldsen műve)

## Értékelése, utóélete
Schwarzenberget bírálói gyakran vádolják túlzott óvatossággal és nem kellő keménységgel. Hadműveletei könnyen megvalósíthatóaknak tűnnek, különösen, ha fő alárendeltjének, a harcias Blücher porosz tábornagy haditetteihez hasonlítjuk. Nem szabad azonban elfelejteni, hogy Schwarzenberg osztrák tábornok volt, a parancsnoksága alá rendelt hadsereg gyakorlatilag egyenlő volt a teljes hadrafogható haderővel, amellyel Ausztria Közép-Európában rendelkezett. Nem kockáztathatott. Kishitűségének motívumait inkább a bécsi politikai levéltárakban találhatjuk, mint a katonai stratégia elméleti tankönyveiben. Minden győzelem, ami elért, Ausztria győzelme volt, ezért nagyszámú kitüntetést kapott, így a Mária Terézia-rend nagykeresztjét, külföldi országok uralkodóinak kitüntetéseit, a császári Udvari Haditanács (Hofkriegsrath) elnöki tisztségét, és azt a különleges megtiszteltetést, hogy Ausztria címerét viselhesse saját címerpajzsaként.
Bécs belvárosában teret neveztek el a nagy hadvezérről (Schwarzenbergplatz), ahol 1867-ben bronz lovasszobrát is felállították (Ernst Julius Hähnel alkotása).
Carrarai márványból faragott életnagyságú szobrát felállították a Hadvezérek csarnokában, a bécsi Hadtörténeti Múzeumban.

## Leszármazottai
Karl Philipp zu Schwarzenberg hercegnek és Maria Anna von Hohenfeld grófnőnek (1767–1848) három fia született:
- Friedrich Karl zu Schwarzenberg herceg (Bécs, 1799. szeptember 30. – Bécs, 1870. március 6.) változatos katonai karriert futott be. Hadjáratait és utazásait olvasmányos művekben írta le. Ezek legismertebbje a „Wanderungen eines Lanzknechtes (1844-1845)”. Osztrák császári tisztként részt vett az 1846-os galíciai, az 1848-as itáliai hadjáratokban, az 1848–49-es magyar szabadságharc elleni háborúban. Erdély polgári kormányzója (Zivilgouverneur) volt. 1849-ben vezérőrnaggyá léptették elő. Saját szakállára, műkedvelőként részt vett az Algéria meghódításáért indított francia hadjáratban, a spanyolországi karlista háborúkban, és a svájci polgárháboróban (a Sonderbund miatt). Hosszú, nyugállományban töltött idő után, 1870-ben halt meg.
- Karl Philipp Borromäus zu Schwarzenberg (Bécs, 1802. január 21. – Bécs, 1858. június 25.) császári-királyi táborszernagy (Feldzeugmeister), Erdély kormányzója 1851-től haláláig.
- Leopold Edmund Friedrich zu Schwarzenberg (Bécs, 1803. november 18. – Worlik, 1873. november 17.) császári-királyi tábornagy (Feldmarschall), kitüntették a Katonai Mária Terézia-rend lovagkeresztjével.

Karl Philipp zu Schwarzenberg herceg unokaöccsei közül említést érdemel még Felix zu Schwarzenberg herceg (1800–1852) államférfi, az Osztrák Császárság miniszterelnöke, és Friedrich Johann Josef Coelestin bíboros (1809–1885), a pápai állam és Ausztria történelmének nevezetes alakja.
A Schwarzenberg család leszármazottai a csehországi Orlík nad Vltavou kastélyban éltek. Az Osztrák–Magyar Monarchia összeomlása és Csehszlovákia megalakulása után az új állam csehül beszélő polgárai lettek. A család mai feje ma Karl Philipp Schwarzenberg egyik közvetlen leszármazottja, Karel Schwarzenberg (Karl VII von Schwarzenberg) herceg (*1937), aki a Csehszlovák Szocialista Köztársaság idején (1948–1989 között) külföldön élt, svájci állampolgárként. Támogatta a Csehszlovákiából érkező politikai menekülteket. Az 1980-as években a Nemzetközi Helsinki Bizottság (International Helsinki Federation for Human Rights) elnöke volt. A „bársonyos forradalom” után hazatért. 1990–1992 között Václav Havel köztársasági elnök titkára volt. 2004-ben beválasztották a Cseh Köztársaság szenátusába. 2007–2009 és 2010–2013 között a Cseh Köztársaság külügyminisztere volt.